# Acacia cheelii
Acacia cheelii là một loài thực vật có hoa trong họ Đậu. Loài này được Blakeley miêu tả khoa học đầu tiên.